# NGC 1796B-2
NGC 1796B-2 is een spiraalvormig sterrenstelsel in het sterrenbeeld Goudvis. Het hemelobject ligt in de buurt van NGC 1796, NGC 1796A en NGC 1796B-1.

## Synoniemen
- ESO 119-37A
- PGC 16789